# 36e législature de la Colombie-Britannique

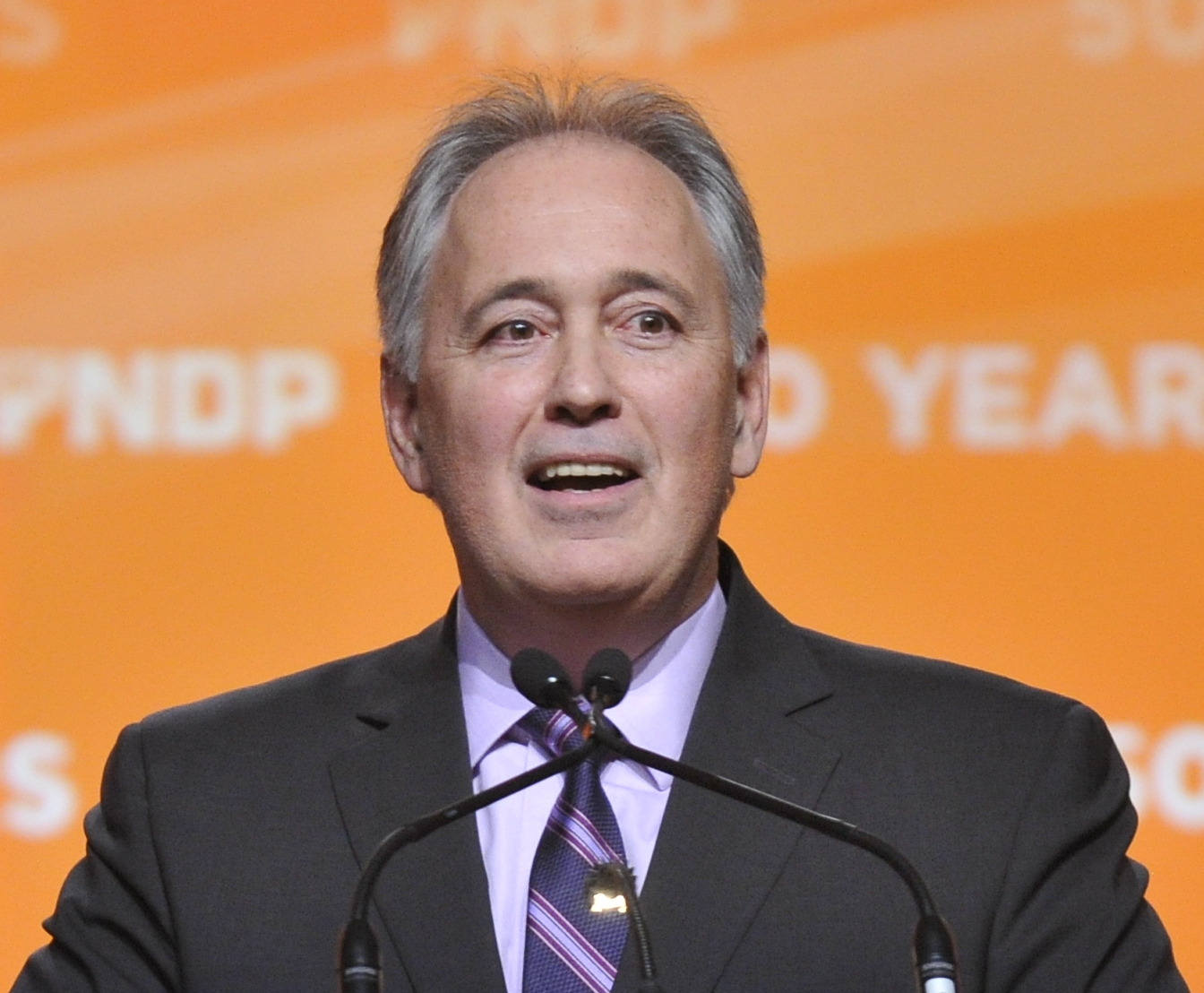
Glen Clark, premier ministre (1996-1999).

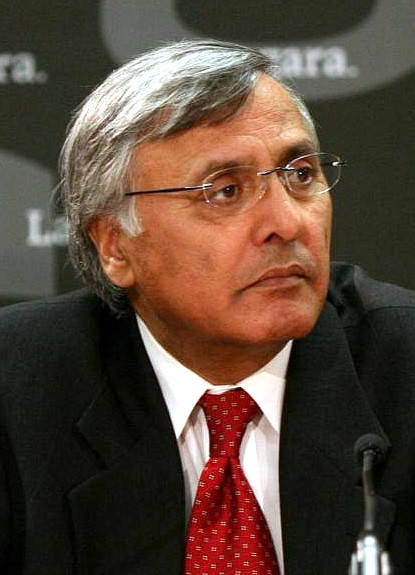
Ujjal Dosanjh, premier ministre (2000-2001).

La 36e législature de la Colombie-Britannique a siégé de 1996 à 2001. Ses membres sont élus lors de l'élection générale de 1996. Le Nouveau Parti démocratique de la Colombie-Britannique (NPD) de Glen Clark forme un gouvernement majoritaire. Clark démissionne en août 1999 et Dan Miller assure l'intérim. Ujjal Dosanjh est élu chef néo-démocrate et premier ministre en février 2000.
Le Parti libéral de la Colombie-Britannique dirigé par Gordon Campbell forme l'opposition officielle.
Dale Lovick est président de l'Assemblée jusqu'en 1998. Il est remplacé par Gretchen Brewin qui quitte à son tour en 2000. William James Hartley assure la présidence pendant le reste de la législature.

## Membre de la 36elégislature
| Député | Député                      | Circonscription               | Parti                          |
| ------ | --------------------------- | ----------------------------- | ------------------------------ |
|        | John van Dongen             | Abbotsford                    | Libéral                        |
|        | Gerard A. Janssen           | Alberni                       | Néo-démocrate                  |
|        | Bill Goodacre               | Bulkley Valley-Stikine        | Néo-démocrate                  |
|        | Fred G. Randall             | Burnaby-Edmonds               | Néo-démocrate                  |
|        | Pietro Calendino            | Burnaby North                 | Néo-démocrate                  |
|        | Joan Sawicki                | Burnaby-Willingdon            | Néo-démocrate                  |
|        | John D. Wilson              | Cariboo North                 | Libéral                        |
|        | David Zirnhelt              | Cariboo South                 | Néo-démocrate                  |
|        | Barry Penner                | Chilliwack                    | Libéral                        |
|        | Jim Doyle                   | Columbia River-Revelstoke     | Néo-démocrate                  |
|        | Evelyn Gillespie            | Comox Valley                  | Néo-démocrate                  |
|        | John Massey Cashore         | Coquitlam-Maillardville       | Néo-démocrate                  |
|        | Jan Pullinger               | Cowichan-Ladysmith            | Néo-démocrate                  |
|        | Reni Masi                   | Delta North                   | Libéral                        |
|        | Fred Gingell                | Delta South                   | Libéral                        |
|        | Munmohan Singh (Moe) Sihota | Esquimalt-Metchosin           | Néo-démocrate                  |
|        | Rich Coleman                | Fort Langley-Aldergrove       | Libéral                        |
|        | Cathy McGregor              | Kamloops                      | Néo-démocrate                  |
|        | Kevin Krueger               | Kamloops-North Thompson       | Libéral                        |
|        | Erda Walsh                  | Kootenay                      | Néo-démocrate                  |
|        | Lynn Stephens               | Langley                       | Libéral                        |
|        | Rick F. G. Kasper           | Malahat-Juan de Fuca          | Néo-démocrate                  |
|        | Bill Hartley                | Maple Ridge-Pitt Meadows      | Néo-démocrate                  |
|        | Michael de Jong             | Matsqui                       | Libéral                        |
|        | Dennis Streifel             | Mission-Kent                  | Néo-démocrate                  |
|        | Laurence Dale Lovick        | Nanaimo                       | Néo-démocrate                  |
|        | Corky Evans                 | Nelson-Creston                | Néo-démocrate                  |
|        | Graeme Bowbrick             | New Westminster               | Néo-démocrate                  |
|        | A. Dan Miller               | North Coast                   | Néo-démocrate                  |
|        | Glenn Robertson             | North Island                  | Néo-démocrate                  |
|        | Katherine Whittred          | North Vancouver-Lonsdale      | Libéral                        |
|        | Daniel Jarvis               | North Vancouver-Seymour       | Libéral                        |
|        | Ida Chong                   | Oak Bay-Gordon Head           | Libéral                        |
|        | Bill Barisoff               | Okanagan-Boundary             | Libéral                        |
|        | John Weisbeck               | Okanagan East                 | Libéral                        |
|        | Rick Thorpe                 | Okanagan-Penticton            | Libéral                        |
|        | April Sanders               | Okanagan-Vernon               | Libéral                        |
|        | Sindi Hawkins               | Okanagan West                 | Libéral                        |
|        | Paul Reitsma                | Parksville-Qualicum           | Libéral                        |
|        | Richard Neufeld             | Peace River North             | Réformiste (en)                |
|        | Jack S. Weisgerber          | Peace River South             | Réformiste (en)                |
|        | Michael C. Farnworth        | Port Coquitlam                | Néo-démocrate                  |
|        | Christy Clark               | Port Moody-Burnaby Mountain   | Libéral                        |
|        | Gordon F. Wilson            | Powell River-Sunshine Coast   | Progressiste-démocratique (en) |
|        | Lois R. Boone               | Prince George-Mount Robson    | Néo-démocrate                  |
|        | Paul Ramsey                 | Prince George North           | Néo-démocrate                  |
|        | Paul Nettleton              | Prince George-Omineca         | Libéral                        |
|        | Douglas Symons              | Richmond Centre               | Libéral                        |
|        | Linda Reid                  | Richmond East                 | Libéral                        |
|        | Geoff Plant                 | Richmond-Steveston            | Libéral                        |
|        | Ed Conroy                   | Rossland-Trail                | Néo-démocrate                  |
|        | Murray Robert Coell         | Saanich North and the Islands | Libéral                        |
|        | Andrew Petter               | Saanich South                 | Néo-démocrate                  |
|        | George Abbott               | Shuswap                       | Libéral                        |
|        | Helmut Giesbrecht           | Skeena                        | Néo-démocrate                  |
|        | Bonnie McKinnon             | Surrey-Cloverdale             | Libéral                        |
|        | Sue Hammell                 | Surrey-Green Timbers          | Néo-démocrate                  |
|        | Penny Priddy                | Surrey-Newton                 | Néo-démocrate                  |
|        | Joan K. Smallwood           | Surrey-Whalley                | Néo-démocrate                  |
|        | Wilf Hurd                   | Surrey-Whalley                | Libéral                        |
|        | Tim Stevenson               | Vancouver-Burrard             | Néo-démocrate                  |
|        | Ian Waddell                 | Vancouver-Fraserview          | Néo-démocrate                  |
|        | Joy K. McPhail              | Vancouver-Hastings            | Néo-démocrate                  |
|        | Ujjal Dosanjh               | Vancouver-Kensington          | Néo-démocrate                  |
|        | Glen Clark                  | Vancouver-Kingsway            | Néo-démocrate                  |
|        | Val J. Anderson             | Vancouver-Langara             | Libéral                        |
|        | Gary Farrell-Collins        | Vancouver-Little Mountain     | Libéral                        |
|        | Jenny Wai Ching Kwan        | Vancouver-Mount Pleasant      | Néo-démocrate                  |
|        | Gordon Campbell             | Vancouver-Point Grey          | Libéral                        |
|        | Colin Hansen                | Vancouver-Quilchena           | Libéral                        |
|        | Gretchen Brewin             | Victoria-Beacon Hill          | Néo-démocrate                  |
|        | Steve Orcherton             | Victoria-Hillside             | Néo-démocrate                  |
|        | Jeremy Dalton               | West Vancouver-Capilano       | Libéral                        |
|        | Ted Nebbeling               | West Vancouver-Garibaldi      | Libéral                        |
|        | Harry S. Lali               | Yale-Lillooet                 | Néo-démocrate                  |

## Répartition des sièges
| Parti    | Parti                          | Député(s) |
| -------- | ------------------------------ | --------- |
|          | Néo-démocrate                  | 39        |
|          | Libéral                        | 33        |
|          | Réformiste (en)                | 2         |
|          | Progressiste-démocratique (en) | 1         |
| Total    | Total                          | 75        |
| Majorité | Majorité                       | 3         |

## Élections partielles
Des élections partielles ont été tenues pour diverses autres raisons:
| Circonscription     | Député      | Parti   | Élection          | Motif                                     |
| ------------------- | ----------- | ------- | ----------------- | ----------------------------------------- |
| Surrey-White Rock   | Gordon Hogg | Libéral | 15 septembre 1997 | Démission de Wilf Hurdle le 2 mai 1997    |
| Parksville-Qualicum | Judith Reid | Libéral | 14 décembre 1998  | Démission de Paul Reitsma le 23 juin 1998 |
| Delta South         | Val Roddick | Libéral | 7 décembre 1999   | Décès de Fred Gingell le 6 juillet 1999   |

## Autre(s) changement(s)
- Richard Neufeld se rallie aux libéraux le 7 octobre 1997[5].
- Jack Weisgerber siège comme indépendant le 28 novembre 1997[5].
- Paul Reitsma est expulsé du caucus libéral le 1er avril 1998 et il quitte le Parti libéral le lendemain. Il démissionne de son poste de député le 23 juin[5].
- Gordon Wilson se rallie aux néo-démocrates le 29 janvier 1999[5].
- Rick Kasper siège comme indépendant le 10 octobre 2000[5].
- Jeremy Dalton siège comme indépendant le 11 janvier 2001[5].
- Bonnie McKinnon siège comme indépendante le 5 mars 2001[5].